# Christine Hohmann-Dennhardt
Christine Hohmann-Dennhardt (* 30. April 1950 in Leipzig als Christine Dennhardt) ist eine deutsche Juristin und ehemalige Politikerin (SPD); sie war Ministerin in den Kabinetten Eichel I und Eichel II in Hessen. 
Hohmann-Dennhardt war von 1999 bis Januar 2011 Richterin des Bundesverfassungsgerichts, von 2011 bis 2015 Vorstandsmitglied der Daimler AG (heute Mercedes-Benz Group) und von Januar 2016 bis Januar 2017 Vorstandsmitglied der Volkswagen AG für Integrität und Recht.

## Leben
Christine Hohmann-Dennhardt studierte Rechtswissenschaften an der Universität Tübingen. Nach dem 1975 abgelegten 2. Juristischen Staatsexamen war sie zunächst von 1975 bis 1977 Lehrbeauftragte für Sozialrecht an der Universität Hamburg, sodann von 1977 bis 1981 Wissenschaftliche Mitarbeiterin in der Juristischen Fakultät am Lehrstuhl für Bürgerliches Recht und Arbeitsrecht der Johann Wolfgang Goethe-Universität in Frankfurt am Main. Dort wurde sie auch 1979 mit einer Arbeit über Entscheidungsstrukturen in Unternehmen und Arbeitnehmerinteressen: zur Effektivität der Mitbestimmung bei Betriebsänderungen promoviert. Von 1981 bis 1984 war Hohmann-Dennhardt als Richterin an den Sozialgerichten Frankfurt am Main und Wiesbaden sowie am Hessischen Landessozialgericht tätig, ehe sie 1984 zur Direktorin des Sozialgerichts Wiesbaden ernannt wurde. Diese Funktion bekleidete sie bis 1989. Sie war von 1988 bis 1989 auch stellvertretendes Mitglied am hessischen Landesverfassungsgericht, dem Staatsgerichtshof des Landes Hessen.
In den Jahren von 1989 bis 1991 war sie als Dezernentin für Soziales, Jugend und Wohnungswesen der Stadt Frankfurt am Main tätig. Nach der Landtagswahl in Hessen 1991 wurde sie von Hans Eichel als Ministerin für Justiz in das Kabinett Eichel I berufen. Im Kabinett Eichel II war sie von 1995 bis 1999 Ministerin für Wissenschaft und Kunst. Ab Januar 1999 gehörte Hohmann-Dennhardt dem Ersten Senat des Bundesverfassungsgerichts an, ein Amt, das sie bis Januar 2011 ausübte. Beim Bundesverfassungsgericht war sie für das Familienrecht zuständig und bearbeitete Fälle aus dem Personenstands-, Transsexuellen- sowie Betreuungsrecht. Auch Verfahren zum Eltern- und zum Erziehungsgeld fielen in ihr Dezernat.
Sie war 2001 eines der Gründungsmitglieder des Hochschulrates der Universität Karlsruhe (TH). Nach ihrem Ausscheiden aus dem Bundesverfassungsgericht wurde sie mit Wirkung zum 16. Februar 2011 zum ersten weiblichen Vorstandsmitglied der Daimler AG berufen, bei der sie das neu geschaffene Ressort „Integrität und Recht“ übernahm. Das Ressort geht auf eine von mehreren Auflagen US-amerikanischer Behörden zurück, einen Vorstand eigens für Compliance einzustellen.

Im Oktober 2015 gab die Daimler AG bekannt, Hohmann-Dennhardt auf Bitten der Volkswagen AG zum 1. Januar 2016 aus ihrem bis zum 28. Februar 2017 laufenden Vertrag zu entlassen. Im Vorstand des Volkswagen-Konzerns besetzte sie das im Zusammenhang mit dem Abgasskandal neu geschaffene Ressort Integrität und Recht mit dem Ziel, den Skandal aufzuarbeiten. Dort schied sie zum 31. Januar 2017 wieder aus. Volkswagen teilte mit, man trenne sich „aufgrund unterschiedlicher Auffassung über Verantwortlichkeiten und die künftigen operativen Arbeitsstrukturen in ihrem Ressort“. Sie erhielt eine Abfindung in Höhe von knapp zwei Jahresgehältern, d. h. insgesamt 12 bis 15 Millionen Euro und eine monatliche sofortige Rente von bis zu 8000 Euro. Dies führte zu Kritik in den Medien. Der Spiegel thematisierte die Abfindung und weitere Vorfälle bei VW in einem Artikel mit der Überschrift Der Selbstbedienungsladen. 
Hohmann-Dennhardt wurde im August 2017 bei der Staatsanwaltschaft als Zeugin vernommen. Sie sagte unter anderem aus, sie sei nicht mit der Aufarbeitung des Abgasskandals und den Kontakten zu den US-Behörden betraut gewesen, obwohl sie wegen des Abgasskandals zum Vorstand für das Rechtswesen bestellt worden war.
Hohmann-Dennhardt ist mit dem ehemaligen Präsidenten des Hessischen Statistischen Landesamtes, Eckart Hohmann, verheiratet. Das Ehepaar hat zwei Kinder.

## Ehrungen
- 2011: Großes Bundesverdienstkreuz mit Stern und Schulterband des Verdienstordens der Bundesrepublik Deutschland[16]
- 2015: Wilhelm-Leuschner-Medaille